# Alison roachae
Alison roachae är en insektsart som beskrevs av Rentz, D.C.F. 2001. Alison roachae ingår i släktet Alison och familjen vårtbitare. Inga underarter finns listade i Catalogue of Life.